# Lijst van beelden in Goes
Dit is een (onvolledige) chronologische lijst van beelden in Goes. Onder een beeld wordt hier verstaan elk driedimensionaal kunstwerk in de openbare ruimte van de Nederlandse gemeente Goes, waarbij beeld wordt gebruikt als verzamelbegrip voor sculpturen, standbeelden, installaties, gedenktekens en overige beeldhouwwerken.
Voor een volledig overzicht van de beschikbare afbeeldingen zie: Beelden in Goes op Wikimedia Commons.
| Geplaatst | Omschrijving                                                    | Kunstenaar                              | Straat                                           | Plaats              | Materiaal               | Afbeelding |
| --------- | --------------------------------------------------------------- | --------------------------------------- | ------------------------------------------------ | ------------------- | ----------------------- | ---------- |
| 1774      | Pomp met putti                                                  | A. Vervoort                             | Beestenmarkt                                     | Goes                |                         |            |
| 1862      | Gedenkteken Johannes ab Utrecht Dresselhuis                     | J.J. Rousseau                           | Oostkerkestraat                                  | Wolphaartsdijk      |                         |            |
| 1923      | Bank ter ere van 25-jarig ambtsjubileum van Koningin Wilhelmina |                                         | Westwal                                          | Goes                | Baksteen-natuursteen    |            |
| 1948      | Oorlogsmonument 's-Heer Arendskerke                             | Philip ten Klooster                     | Kerkring                                         | 's-Heer Arendskerke |                         |            |
| 1954      | "Ceres"                                                         | Philip ten Klooster                     | Dam                                              | Goes                |                         |            |
| 1962      | "Hoofd, hart en hand"                                           | Jan Bons                                | Bergweg                                          | Goes                |                         |            |
| 1965      | "Pegasus"                                                       | Frank Letterie                          | Van Dusseldorpstraat                             | Goes                | Brons                   |            |
| 1969      | "'t Schalkje"                                                   | Liesbeth Messer-Heijbroek               | Vijverweg                                        | Kloetinge           | Brons                   |            |
| 1981      | "Sculptuur"                                                     | Matthy Murre                            | V.d. Spiegelstraat                               | Goes                |                         |            |
| 1984      | "Wachtende reizigers"                                           | Anton Beijsens                          | Station Goes                                     | Goes                |                         |            |
| 1984      | "Samenspel"                                                     | Jan Buzink                              | Oude Singel                                      | Goes                |                         |            |
| 1987      | "De Harlekijn"                                                  | Jan Buzink                              | Schuttershof                                     | Goes                |                         |            |
| 1987      | "Het Lieverdje"                                                 | Jan Buzink                              | Schuttershof                                     | Goes                |                         |            |
| 1988      | "Open boek"                                                     | Guido Eckhardt                          | Bibliotheek, Oostsingel                          | Goes                |                         |            |
| 1988      | "Beheerste emotie"                                              | Cornelis Rouw                           | Oostsingel                                       | Goes                |                         |            |
| 1990      | "Het zoute vestje"                                              | Arie Berkulin                           | Hoek Westerstraat/Nieuwstraat                    | Goes                |                         |            |
| 1993      | "Schelpen"                                                      | David Vandekop                          | Hoek Beatrixlaan-Valckeslotlaan                  | Goes                |                         |            |
| 1999      | "UCU/UCU"                                                       | Marc de Regt                            | Rijfelstraat                                     | Goes                | Spiegels                |            |
| 2000      | Ganzen over de Veste                                            | Jack Willemsen                          | Water bij Oostwal-Voorstad                       | Goes                | Roestvrij staal         |            |
| 2002      | "Ronda Gosa"                                                    | Nicolas Dings                           | Ronda Gosa plein                                 | Goes                |                         |            |
| 2003      | "The Inner Circle"                                              | George Schade                           | Tiendenplein                                     | Goes                |                         |            |
| 2005      | The outer circles                                               | George Schade                           | Rond Stadskantoor Goes                           | Goes                | Hardsteen               |            |
| 2005      | Monument Watersnoodramp 1953                                    | Ronny Ivens & Marjolein Groot Nibbelink | Schelphoek                                       | Wolphaartsdijk      |                         |            |
| 2005      | "Schip" (informele naam)                                        | G2A                                     | J.A. v.d. Goeskade/Ringbaan West/Zaagmolenstraat | Goes                |                         |            |
| 2005      | Monument Frans Naerebout                                        | StichtLicht                             | Oosterscheldedijk                                | Goese Sas           |                         |            |
| 2008      | "VIS"                                                           | Dedden & Keizer                         | Oude Vismarkt                                    | Goes                |                         |            |
| 2009      | "Wind in mijn Tenen"                                            | Dedden & Keizer                         | Ganzepoortstraat                                 | Goes                |                         |            |
| 2009      | "De Potgieter"                                                  | Dorothé Jehoel                          | Keizersdijk                                      | Goes                |                         |            |
| 2009      | "THINK MAN"                                                     | Fred Landsbergen                        | Bergweg 6                                        | Goes                | RVS 316                 |            |
| 2010      | "De Vrolijke Optocht"                                           | Hendrike Huijsmans                      | Fruitlaan                                        | Goes                | Polyester, staal en PUR |            |
| 2012      | Vessie                                                          | Wilco Traas                             | Water bij Jacob Valckestraat                     | Goes                | Roestvrij staal         |            |
| 2012      | Dance John Dance                                                | Wim Bakker                              | Langeweg                                         | Wilhelminadorp      | Staal                   |            |
| ?         | Kunstbank v.d. Goeskade                                         | Gerard Marinus Verkerke                 | J.A. v.d. Goeskade                               | Goes                |                         |            |
| ?         | Carillon 's-Heer Arendskerke                                    |                                         | Slotstraat                                       | 's-Heer Arendskerke |                         |            |
| ?         | ?                                                               |                                         | Piersonstraat                                    | Goes                |                         |            |